# Ala Bohemica

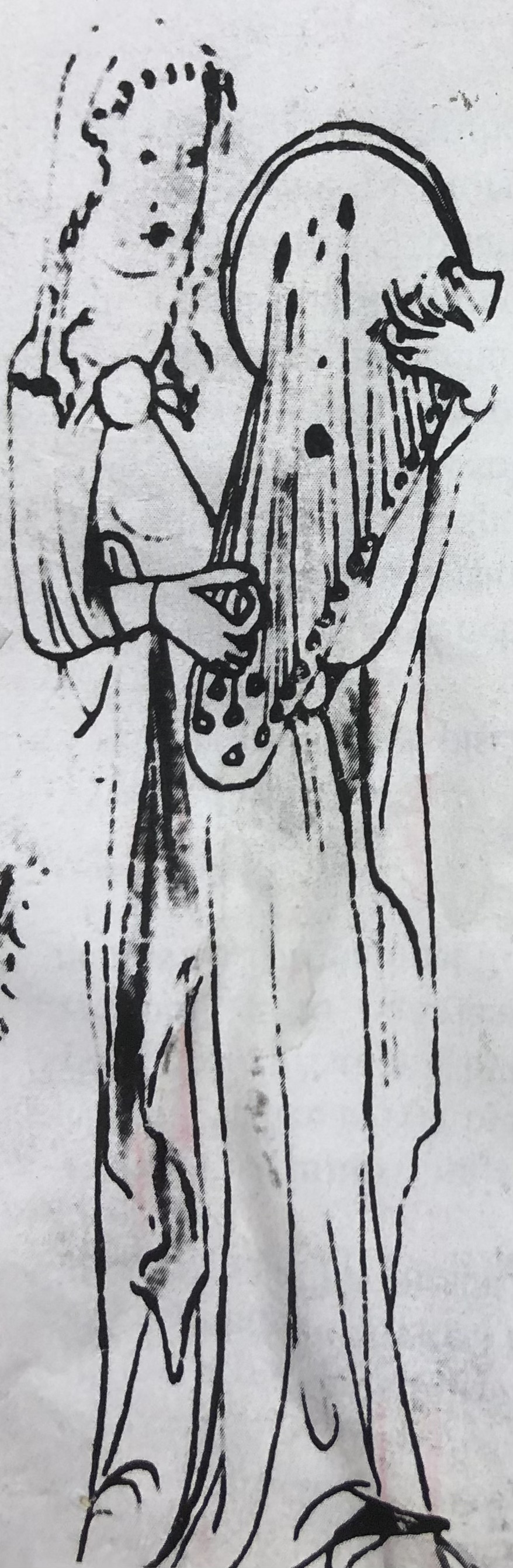

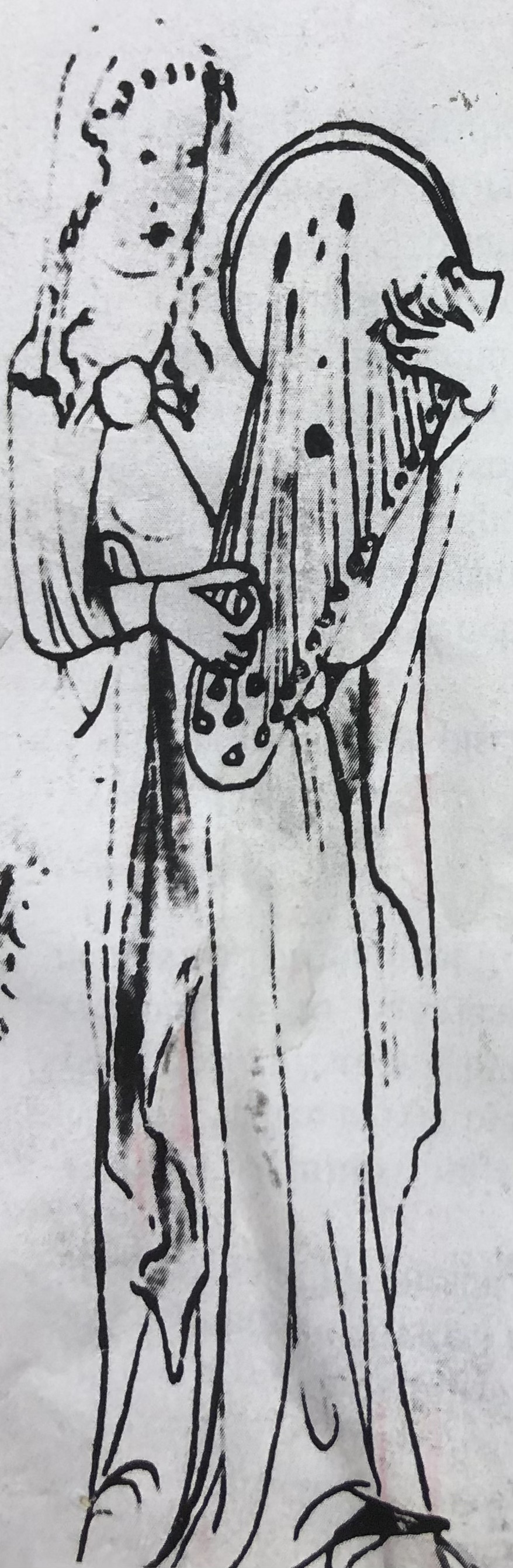
Velislavova bible, ženy hrající na hudební nástroje

Ala Bohemica byl v 70. a 80. letech 20. století mnohočlenný vokálně-instrumentální orchestr zaměřený na starou, převážně renesanční hudbu.

## Charakteristika tělesa
Ala Bohemica se specializovala na interpretaci a autorské zpracování středověké hudby stylově kombinované se současnou hudbou. Repertoár byl původně vybírán převážně z dobových skladeb, pak postupně převažovala autorská hudba Jaromíra Vogela ze zhudebněné poezie od raně středověkých až po vrcholně renesanční autory jako např. Václav Lucemburský, Jan Kochanowsky, Hans Sachs, William Shakespeare, Michelangello Buonarotti a jiní básníci 15. a 16. století. Později přibývaly i texty současných textařů v renesančním stylu. 
Melodicky i tonálně vycházely skladby přísně z ducha renesanční polyfonní písně částečně moderně rytmizované. Skladatel a umělecký vedoucí souboru dal svým originálním aranžím název „inspirenes“, tedy inspirováno renesancí. 
Kromě běžných smyčcových a dechových nástrojů byl orchestr obohacen o staré původní nástroje, nebo jejich repliky, jako např.:
- trumšajt – jednostrunný hudební nástroj, na který se hraje smyčcem (vyvinul se z monochordu)
- fanfrnoch – český lidový hudební nástroj původem z Chodska
- vozembouch
- pošeta – strunný nástroj podobný houslím z 18. století
- serpent – nejstarší žesťový nástroj, typ cinku, název odvozen od tvaru nástroje připomínající hada
- cink – starý dechový nástroj, vzhledem k nátrubku řazen do skupiny žesťů
- křivé rohy
- loutna
- organetta – strunný nástroj podobný cembalu
- klavinet – strunný nástroj podobný cembalu

Veškeré nástroje dával k dispozici umělecký vedoucí souboru Jaromír Vogel ze své sbírky. Podle jeho slov „Šlo o to zachovat onu historickou inspiraci, ať už ve volbě církevních stupnic, polyfonního vedení hlasů, nebo samotným užitím starých nástrojů, a celé věci dát současný smysl. Tedy nikoli sentimentální reminiscence, ale pokus o nový jazyk, způsob vyjádření současných pocitů.“
Ala Bohemica a dílo Jaromíra Vogela se setkávaly s příznivým hodnocením i v oficiálních tehdejších periodikách.

## Historie orchestru
Orchestr založil a vedl hudební skladatel Jaromír Vogel poté, co se mu dostalo do rukou LP českého souboru Pro arte antiqua, hrajícího na dobové nástroje. Ovlivněn touto hudbou založil v roce 1975 orchestr Ala Bohemica. (Název tělesa je současně odkazem na příjmení zakladatele (ala = italsky křídlo) a na pojem Ala Bohemica uvedený v jediné písemné zmínce ze 14. století, organology ve 20. století patrně nesprávně interpretovaný jako název hudebního nástroje.)
Orchestr při založení tvořilo kolem 40 členů převážně amatérských muzikantů a pěvecký sbor. Jejich počet se lety rozrůstal do finálních 70 členů. 15 let působil v Praze a po celé České republice. 
Vystoupení byla často provázena ukázkami historického šermu (např. skupina Mušketýři a bandité), nebo recitací původní renesanční poezie, které se zpravidla ujímali herečka Klára Jerneková, Ladislav Županič, Alfréd Strejček či Milan Pěkný.

### Vydané hudební nosiče
- 1994  – Některé ze skladeb byly použity v divadelním představení Romeo a Julie v režii Tomáše Töpfera  na 1. ročníku Shakespearovských slavností na Starém Purkrabství Pražského hradu. Tato hudba vyšla v roce 1995 na kazetě Hudba věnována Shakespearovi a r. 2010 jako součást CD Homage to Shakespeare.[5]
- 1996 – Výběr z písní kapely Ala Bohemica vyšel r. 1996 na CD pojmenovaném Myslím-li na Vás ve spolupráci se sopranistkou Lenkou Pecharovou. Píseň Myslím-li na Vás byla natočena i jako videoklip.[6]  https://youtu.be/F9C7oVvvqw4?si=gU3IcS-fL2L32Jfs
- 2012 – Skladby z repertoáru Ala Bohemica vyšly v instrumentální podobě na CD Inspirenes.[7]

### Významná vystoupení
- 8. dubna 1977 – Zrcadlová síň Klementina
- 28. dubna 1977 – Velký sál Městské knihovny v Praze, dirigent Antonín Šídlo  Recitace z renesanční poezie – Klára Jerneková a Ladislav Županič
- 1., 9. 15. a 25. května 1977 – Vyšehradské kulturní jaro, dirigent Antonín Šídlo
- 8. listopadu 1978 – Klub Michalská Recitace Milena Steinmasslová a Ladislav Županič
- 17. května 1979 – Památník národního písemnictví – sál S. K. Neumanna Recitace Renée Nachtigallová, Klára Jerneková, Ladislav Županič  Skupina historického šermu RIEGEL – TJ Baník Praha MUŠKETÝŘI & BANDITÉ
- 24. a 31. května, 7. června 1984 – Astronomický sál hvězdárny a planetária hl. m. Prahy Úsvit pod hvězdami – Renesanční umění a věda v zrcadle současnosti
- 14. a 18. května 1984 – Festival Camerata Nova – Náchod – Rok české hudby